# Klaus-Harms-Schule
Die Klaus-Harms-Schule ist ein Gymnasium in Kappeln. Zurzeit besuchen 624 Schülerinnen und Schüler die Schule (Stand: 2018).

## Geschichte

### Gründungszeit
Die Klaus-Harms-Schule wurde 1923 in der Kirchstraße 7 gegründet. Zuvor befand sich in dem Gebäude die Präparanden-Anstalt, wo künftige Volksschullehrer ausgebildet wurden. Heute ist dort eine Außenstelle des BBZ Schleswig. Die Schule wurde nach Claus Harms benannt, da er neben seiner theologischen Lehre in seinem Eintreten für die plattdeutsche Sprache und „die Rechte des bürgerlichen Volkes gegenüber den Herrschenden“ als heimatverbundener Schleswig-Holsteiner in der Zeit nach dem verlorenen Ersten Weltkrieg und der Volksabstimmung zu Nordschleswig als Identifikationsfigur in der Abgrenzung zu Dänemark erschien.

### In der Zeit des Nationalsozialismus
Ab Jahresbeginn 1934 wurde der Schultag, wie landesweit angeordnet, mit einer Flaggenparade (Schwarz-Weiß-Rot und Hakenkreuzfahne) eröffnet. Am 7. November 1935 meldete der Schleibote, dass „93,5 % der Klaus-Harms-Schüler in der HJ seien, die Schule somit die Berechtigung erworben habe, die Fahne der Hitlerjugend zu hissen.“ Die Klaus-Harms-Schule war wie auch z. B. alle Vereine vor Ort gleichgeschaltet, was in Kappeln reibungslos verlief, da Kappeln schon sehr früh weit über dem Durchschnitt liegende Wahlergebnisse für die NSDAP hatte. In der Reichstagswahl 1932 (als ein Beispiel) erhielt die NSDAP in Kappeln 53,9 % der Stimmen bei einem Ergebnis im Reichsgebiet von 33,1 %. 1939/1940 wurde an der Klaus-Harms-Schule ein neunmonatiger Vorbereitungskurs für das Gymnasium für hochbegabte Schüler aus Volksschulen durchgeführt. Die Schüler kamen aus dem gesamten norddeutschen Raum, bis hin nach Ostpreußen. Die Schüler wohnten auf Gut Buckhagen, auf dem zu diesem Zweck ein Internat eingerichtet worden war. Einer dieser Schüler war der spätere Schriftsteller Siegfried Lenz. Von fünfzig anfänglichen Teilnehmern konnten lediglich zehn den Kurs beenden und waren damit berechtigt, auf ein Gymnasium zu wechseln. Die Hälfte der Absolventen wurde auf eine Napola-Schule geschickt. Lenz konnte ein Internat in Ostpreußen besuchen. Es ist derzeit nicht bekannt, ob dieser Kurs mehr als einmal abgehalten wurde.

### Neubeginn nach 1945
Die Klaus-Harms-Schule wurde nach Kriegsende am 8. Mai 1945 von den Alliierten wie alle anderen deutschen Schulen bis auf weiteres geschlossen, da wie überall ein sehr großer Teil der Lehrer durch eine Mitgliedschaft in der NSDAP belastet war. Man wollte ursprünglich verhindern, dass die Schüler weiterhin entsprechend beeinflusst wurden. Um die Kinder schließlich von den Straßen zu holen, wurde auch in Kappeln die Schule im August wieder geöffnet. Es wurden im Sommer 1945 in einer Überprüfung lediglich die allerschwersten Fälle als nicht für den weiteren Schuldienst geeignet aussortiert.
Mit der Berufung von Willi Lassen zum Direktor begann ab 1956 eine lange Phase der Neuorientierung. Lassen, der vor 1945 in den militärischen Widerstand gegen Hitler eingebunden war und bis 1948 in England eine leitende Funktion in der Ausbildung von deutschen Kriegsgefangenen in englischen Lagern ausgeübt hatte, versuchte, an der Klaus-Harms-Schule eine liberale, künstlerisch interessierte und weltoffene Atmosphäre zu schaffen. Er förderte ganz gezielt Kollegen und Bestrebungen, die zunehmend das Bild der Schule in diesem Sinne bestimmten. So gab er Gerda Schmidt-Panknin, die damals als Kunsterzieherin an der Klaus-Harms-Schule arbeitete, einen großen Freiraum in ihren Unterricht, der dazu führte, dass aus der Schule sehr viele Abiturienten z. B. an der Hochschule für Bildende Künste Hamburg ein Studium begannen und heute als Künstler bekannt sind. Lassen musste die Schule 1968 aus gesundheitlichen Gründen verlassen, zu einem Zeitpunkt, als die auch durch seine Initiative angeworbenen jüngeren Kollegen die Neuorientierung des Schullebens stärker voranzutreiben begannen.

### Gegenwart
Anfang 1979 zog die Schule in das neugebaute Schulzentrum im Hüholz um. Bis zur Auflösung 2012 war dort auch die Christophorus-Schule untergebracht. Die Schule profiliert sich heute als UNESCO-Projektschule und fördert in einem hohen Maß den internationalen Austausch, ein Anliegen, das schon der frühere Direktor Willi Lassen angestrebt hatte.

## Unterricht
Die Schule bietet für die von 2008  bis 2017 mit der 5. Klasse beginnenden Schüler das achtjährige Gymnasium G8 an. Ab dem Schuljahr 2018/19 wird wieder auf das Abitur nach dreizehn Jahren (G9) umgestellt.
Englisch wird ab der fünften Klasse unterrichtet. Ab der sechsten Klasse entscheiden die Schüler zwischen Latein und Französisch als zweite Fremdsprache. In der achten und neunten Klasse kann zusätzlich eine dritte Fremdsprache genommen werden oder ein anderer Kurs gewählt werden. Von der 7. bis zur 9. Klasse gibt es einen bilingualen Zweig, in dem Geografie und Geschichte auf Englisch unterrichtet werden. In der Oberstufe wird Spanisch angeboten.

## Projekte

### UNESCO-Projektschule
Seit 2012 ist die Klaus-Harms-Schule anerkannte UNESCO-Projektschule.

### Ecopolicyade
Die Klaus-Harms-Schule hat es bei der Ecopolicyade mehrfach in den Bundeswettbewerb geschafft und einmal den ersten Platz belegt.
- 2009: 2. Platz[12]
- 2010: 2. Platz
- 2011: 3. Platz[13]
- 2012: 1. Platz[14]

### Schüleraustausch
Es bestehen Schüleraustauschprogramme mit Schulen in Italien, Frankreich und Polen.

## Ehemalige Schüler (chronologische Folge)
- Oskar Hepp (* 1910) – Orthopäde, Klinikdirektor[16]
- Gerda Schmidt-Panknin (* 1920 – 2021) – Malerin und Kunsterzieherin an der Klaus-Harms-Schule
- Siegfried Lenz (1926 – 2014) – Schriftsteller (Lenz war 1939 Teilnehmer eines neunmonatigen Vorbereitungskurses für den Besuch eines Gymnasiums)[17]
- Peter Hübner (* 1939) – Architekt[18]
- Peter Nagel (* 1941) – Maler und Hochschullehrer an der Muthesius Kunsthochschule
- Dietrich von Horn (* 1944) – Autor
- Hans-Jürgen Schnoor (* 1946) – Organist, Cembalist und Hochschullehrer an der Musikhochschule Lübeck
- Gert Maichel (* 1949) – Jurist und Industriemanager
- Eric Christian Rust – Historiker und Hochschullehrer an der Baylor University in Texas, USA
- Nicolaus Schmidt (* 1953) – Künstler
- Ernst Flüh – Professor für marine Geophysik am Helmholtz-Zentrum für Ozeanforschung Kiel[19]
- Peter Heber (* 1956) – Künstler
- Hansjörg Schneider (* 1960) – Künstler
- Selina Storm (* 1987), Politikerin (Bündnis 90/Die Grünen)